# Guan Ziyan
Guan Ziyan (关子妍S, Guān ZiyánP; 16 novembre 2000) è una sciatrice freestyle cinese, specialista nelle gobbe.

## Biografia
In Coppa del Mondo ha esordito il 13 gennaio 2018 a Lake Placid (36ª).
Nel 2018 ha preso parte ai XXIII Giochi olimpici invernali a Pyeongchang venendo eliminata nelle qualificazioni e classificandosi ventottesima nella gara di gobbe.

## Palmarès

### Coppa del Mondo
- Miglior piazzamento in classifica generale: 40ª nel 2017.